# Château de Gors
Le château de Gors (également: château de Gorsleeuw ou château de Gorslieux) est un château de Gors-Opleeuw, situé Hoogstraat 33-35.

## Historique
Ce château est la résidence des seigneurs de Gorsleeuw, successivement les familles Van Leeuw (XIIIe siècle), Van Gelinden (XIVe siècle-XVe siècle), Van den Bosch (1436 - XVIIe siècle), Van Bodbergen (1639-1701) et de Copis (1701 - 2e moitié du XIXe siècle). Il passe ensuite par mariage à la famille d'Aspremont-Lynden, et en 1917 il passe à Baudouin de Beaufort, décédé en 1960. Le château sert ensuite de restaurant de 1967 à 1973, après quoi il est vendu à un particulier.
Bien que l'existence des seigneurs de Gorsleeuw remonte au XIIIe siècle, aucun vestige de cette époque n'est trouvé sur le site de ce château. La partie la plus ancienne est un bâtiment du XVIIe siècle de style mosan. C'était un bâtiment à douves en forme de U.
Vers 1820, le château est reconstruit par le baron de Copis en un tout classique. Une partie des canaux est comblée et une autre partie est transformée en étang. Une nouvelle façade sud est construite, conçue par M. Raskin, et les ailes latérales sont également remplacées par de nouveaux bâtiments. Dans la 2e moitié du XIXe siècle, le château du XVIIe siècle est démoli et en 1923 une tour ronde est construite contre la façade nord. Les caves et une partie du bâtiment datent encore du XVIIe siècle.
Le château est classé depuis 1986 et le site est protégé depuis 2004.

## Bâtiment
C'est un bâtiment en brique qui a été entièrement peint en blanc.
L'aile sud est un bâtiment allongé de 11 baies sous un toit mansardé. La partie médiane comporte un escalier d'accès et un palier, le tout flanqué de colonnes ioniques. Cette section médiane est couverte par un toit en forme de dôme. Des vestiges du noyau du XVIIe siècle sont encore visibles à l'arrière de cette façade.
L'aile transversale forme la liaison avec l'aile nord, beaucoup plus courte et datant de la fin du XVIIIe siècle.
L'intérieur présente encore divers éléments des XVIIIe siècle et XIXe siècle, y compris de style Empire, dont le hall, le grand salon et le petit salon. Ce dernier a un stuc ornemental qui, entre autres, représente les sept arts libéraux. Le stuc de l'un des salons a été signé par Petrus Nicolaas Gagini en 1788. Dans l'aile nord se trouve le salon de thé, dont les ornements en stuc de style Louis XVI du XVIIIe siècle ont peut-être été réalisés par Joseph Moretti.
Le château est entouré d'un parc de style paysage anglais. Dans ce parc, il y a une salle des abeilles allongée en colombage en brique (XIXe siècle) et une tour en ruine romantique, une fabrique, sous laquelle se trouve une cave à glace.

## Ferme
À l'origine, le château avait une cour composée de deux ailes parallèles. Celle-ci est démolie vers 1820 et remplacée par une ferme en forme de U au sud du château, sur la route. Au cours du XIXe siècle, elle est progressivement agrandie pour devenir une ferme fermée. Il y a un pigeonnier au-dessus de la porte d'entrée.